# Stadttempel
L'Stadttempel o "temple de la ciutat" és la principal sinagoga de Viena, capital d'Àustria. Està situada en el districte primer (Innere Stadt), a Seitenstettengasse. Lasinagoga va ser construïda entre els anys 1825 i 1826. L' Stadttempel va ser construït en un bloc de cases i ocult de la vista del carrer, a causa d'un decret emès per l'emperador Josep II que només permetia als llocs de culte de catòlics romans construir façanes amb fronts amb vista directes a la via pública.